# Greg Joly
Gregory James Joly (né le 30 mai 1954 à Rocky Mountain House, ville de l'Alberta au Canada) est un joueur professionnel de hockey sur glace.

## Carrière en club
Il commence sa carrière dans la Western Canada Hockey League, aujourd'hui Ligue de hockey de l'Ouest en 1971 avec les Pats de Regina. Trois saisons plus tard, il remporte avec son équipe junior la Coupe Memorial de 1974. Lors de cette même saison, il remporte le trophée Stafford-Smythe du meilleur joueur de la Coupe alors qu'il est le capitaine de l'équipe et sélectionné dans la première équipe de la saison (seconde année consécutive) mais également de la Coupe Memorial
Au cours de l'été qui va suivre, il se présente au repêchage amateur de la Ligue nationale de hockey et est choisi en tant tout premier choix du repêchage par les Capitals de Washington, nouvelle franchise de la LNH. Signant immédiatement un contrat avec les Caps, il manque une partie de sa première saison à cause d'une blessure sur un coude. Il réalise tout de même une aide pour son premier match dans la LNH. Bien qu'il soit défenseur en temps normal, il joue en attaque pour les Capitals. Il va jouer deux saisons avec ces derniers avant de rejoindre en novembre 1976 les Red Wings de Détroit en retour de Bryan Watson.
Il joue un peu dans la Ligue américaine de hockey avec les Indians de Springfield au début de la saison 1976-1977 mais joue la majeure partie du temps avec les Red Wings. Le 21 avril 1978, lors des séries éliminatoires contre les Canadiens de Montréal, il se blesse le poignet gauche lors que quatrième match de la série et ne reviendra pas au jeu avant la fin de la saison. Finalement, il se fait opérer et ne revient au jeu qu'en février de la saison suivante.
Au cours de la saison 1979-80, il joue ses premiers matchs avec les Red Wings de l'Adirondack et finalement en 1981, il remporte sa première Coupe Calder avec ces derniers. Il gagne sa seconde Coupe Calder en 1986 et mettra fin à sa carrière à la suite de cette saison.

### Trophées et honneurs personnels
- Ligue de hockey de l'Ouest
  - 1973 - Première équipe type de la saison
  - 1974 - Première équipe type de la saison, de la Coupe Memorial, trophée Stafford-Smythe et vainqueur de la Coupe Memorial
- Ligue américaine de hockey
  - 1981 - Coupe Calder avec les Red Wings de l'Adirondack
  - 1984 - seconde équipe type de la saison
  - 1985 - première équipe type de la saison
  - 1986 - Coupe Calder avec les Red Wings de l'Adirondack

## Statistiques
| Saison     | Équipe                    | Ligue      |     | Saison régulière | Saison régulière | Saison régulière | Saison régulière | Saison régulière |   | Séries éliminatoires | Séries éliminatoires | Séries éliminatoires | Séries éliminatoires | Séries éliminatoires |
| Saison     | Équipe                    | Ligue      | PJ  | B                | A                | Pts              | Pun              | PJ               | B | A                    | Pts                  | Pun                  |                      |                      |
| 1971-1972  | Pats de Regina            | LHOu       | 67  | 6                | 38               | 44               | 41               |                  |   |                      |                      |                      |                      |                      |
| 1972-1973  | Pats de Regina            | LHOu       | 67  | 14               | 54               | 68               | 94               |                  |   |                      |                      |                      |                      |                      |
| 1973-1974  | Pats de Regina            | LHOu       | 67  | 21               | 71               | 92               | 103              |                  |   |                      |                      |                      |                      |                      |
| 1974-1975  | Capitals de Washington    | LNH        | 44  | 1                | 7                | 8                | 44               |                  |   |                      |                      |                      |                      |                      |
| 1975-1976  | Robins de Richmond        | LAH        | 3   | 3                | 2                | 5                | 4                |                  |   |                      |                      |                      |                      |                      |
| 1975-1976  | Capitals de Washington    | LNH        | 54  | 8                | 17               | 25               | 28               |                  |   |                      |                      |                      |                      |                      |
| 1976-1977  | Indians de Springfield    | LAH        | 22  | 0                | 8                | 8                | 16               |                  |   |                      |                      |                      |                      |                      |
| 1976-1977  | Red Wings de Détroit      | LNH        | 53  | 1                | 11               | 12               | 14               |                  |   |                      |                      |                      |                      |                      |
| 1977-1978  | Red Wings de Détroit      | LNH        | 79  | 7                | 20               | 27               | 73               | 5                | 0 | 0                    | 0                    | 8                    |                      |                      |
| 1978-1979  | Red Wings de Détroit      | LNH        | 20  | 0                | 4                | 4                | 6                |                  |   |                      |                      |                      |                      |                      |
| 1979-1980  | Red Wings de l'Adirondack | LAH        | 8   | 3                | 3                | 6                | 10               |                  |   |                      |                      |                      |                      |                      |
| 1979-1980  | Red Wings de Détroit      | LNH        | 59  | 3                | 10               | 13               | 45               |                  |   |                      |                      |                      |                      |                      |
| 1980-1981  | Red Wings de l'Adirondack | LAH        | 62  | 3                | 34               | 37               | 158              | 17               | 4 | 12                   | 16                   | 38                   |                      |                      |
| 1980-1981  | Red Wings de Détroit      | LNH        | 17  | 0                | 2                | 2                | 10               |                  |   |                      |                      |                      |                      |                      |
| 1981-1982  | Red Wings de l'Adirondack | LAH        | 36  | 3                | 22               | 25               | 59               |                  |   |                      |                      |                      |                      |                      |
| 1981-1982  | Red Wings de Détroit      | LNH        | 37  | 1                | 5                | 6                | 30               |                  |   |                      |                      |                      |                      |                      |
| 1982-1983  | Red Wings de l'Adirondack | LAH        | 71  | 8                | 40               | 48               | 118              | 6                | 1 | 0                    | 1                    | 0                    |                      |                      |
| 1982-1983  | Red Wings de Détroit      | LNH        | 2   | 0                | 0                | 0                | 0                |                  |   |                      |                      |                      |                      |                      |
| 1983-1984  | Red Wings de l'Adirondack | LAH        | 78  | 10               | 33               | 43               | 133              | 7                | 0 | 1                    | 1                    | 19                   |                      |                      |
| 1984-1985  | Red Wings de l'Adirondack | LAH        | 76  | 9                | 40               | 49               | 111              |                  |   |                      |                      |                      |                      |                      |
| 1985-1986  | Red Wings de l'Adirondack | LAH        | 65  | 0                | 22               | 22               | 68               | 16               | 0 | 4                    | 4                    | 38                   |                      |                      |
| Totaux LNH | Totaux LNH                | Totaux LNH | 365 | 21               | 76               | 97               | 250              | 5                | 0 | 0                    | 0                    | 8                    |                      |                      |
| Totaux LAH | Totaux LAH                | Totaux LAH | 421 | 39               | 204              | 243              | 677              | 46               | 5 | 17                   | 22                   | 95                   |                      |                      |